# Adolf Müller (Politiker, 1884)
Adolf Müller (* 10. Juni 1884 in Brenner, Südtirol; † 23. September 1940 in Wien) war ein österreichischer Politiker der Sozialdemokratischen Arbeiterpartei (SdP).

## Ausbildung und Beruf
Nach dem fünfjährigen Besuch einer Volksschule besuchte er zwei Klassen Unterrealschule im klösterlichen Waisenasyl Josefinum in Bozen. Danach lernte er die beiden Berufe Tapezierer und Sattler. Ab 1899 war er im Bahnerhaltungs- und Verkehrsdienst als Oberbauarbeiter und Aushilfskondukteur tätig. 1902 wurde er entlassen, danach war er arbeitslos. Er ging auf Wanderschaft und verrichtete Gelegenheitsarbeiten, bis er wieder bei der Südbahn (Leoben, Donawitz) beschäftigt wurde. Im Jahr 1906 wurde er Sekretär der SdP Leoben und von 1908 bis 1922 war er in der Zentrale der Eisenbahnergewerkschaft in Wien als Gewerkschaftsbeamter tätig.

## Politische Mandate
- 20. November 1923 bis 1. Oktober 1930: Mitglied des Nationalrates (II. und III. Gesetzgebungsperiode), SdP
- 2. Dezember 1930 bis 17. Februar 1934: Mitglied des Nationalrates (IV. Gesetzgebungsperiode), SdP